# Les Années Super 8
Pour plus de détails, voir Fiche technique et Distribution.
Les Années Super 8 est un film documentaire français réalisé par David Ernaux-Briot à partir du texte et de la voix de sa mère Annie Ernaux sur la base des films Super 8 de son père Philippe Ernaux. Il est sorti en salle le 14 décembre 2022.

## Synopsis
Annie Ernaux pose sa voix sur des archives familiales provenant de films muets Super 8 des années 1970 : 

« En revoyant nos films Super 8 pris entre 1972 et 1981, il m'est apparu que ceux-ci constituaient non seulement une archive familiale mais aussi un témoignage sur les loisirs, le style de vie et les aspirations d’une classe sociale, dans la décennie qui suit 1968. Ces images muettes, j'ai eu envie de les intégrer dans un récit croisant l'intime, le social et l'histoire, de rendre sensible le goût et la couleur de ces années-là. »

## Histoire

### Genèse du film
Réalisé avant l'obtention du prix Nobel de littérature d'Annie Ernaux, le film est constitué d'archives familiales. 
Tout commence quand David Ernaux, initiateur du projet, organise avec ses fils des séances familiales de films Super 8, ses enfants étant désireux de voir des images de leur grand-père et de leur père enfant. Les films Super 8 sont alors commentés par sa mère Annie Ernaux, ce qui lui fait imaginer un projet documentaire. Annie Ernaux écrit le texte tandis que David sélectionne et monte les images filmées par son père, Philippe Ernaux, aujourd'hui décédé.

### Présentation
Le film a été présenté en avant-première à la Quinzaine des Réalisateurs au Festival de Cannes 2022. 
Il est présenté hors compétition lors de la 11e édition du Champs-Élysées Film Festival, au Mallorca International Film Festival 2022, au New York Film Festival 2022, au Festival Littéraire de Paraty FLIP 2022 au Brésil ainsi qu'à de nombreux autres festivals.
Le film est nommé aux Césars 2023 catégorie Documentaire.

## Accueil
Les Années Super 8 est globalement bien reçu par la critique presse. Le site Allociné propose une moyenne de 3,7/5 à partir de l'interprétation de 18 critiques de presse.
Pour Les Fiches du cinéma, la voix d'Annie Ernaux « transforme de banales archives familiales en une œuvre documentaire puissante et universelle. » C'est l'histoire d'une « autrice en construction » pour Télérama tandis que Les Inrockuptibles y voit « un violent désir d'émancipation par l'écriture. »

## Fiche technique
- Titre : Les Années Super 8
- Réalisation : David Ernaux-Briot
- Scénario : Annie Ernaux
- Musique composée et interprétée par : Florencia Di Concilio
- Photographie : Philippe Ernaux
- Son : Rym Debbarh-Mounir, Mélissa Petitjean
- Montage : Clément Pinteaux
- Production : David Thion, Philippe Martin
- Sociétés de production : Les Films Pelléas, Arte France-La Lucarne
- Société de distribution : New Story
- Pays :  France
- Langue originale : français
- Genre : Documentaire
- Durée : 61 minutes
- Dates de sortie : 
  - France - 23 mai 2022 (Festival de Cannes)
  - France - 14 décembre 2022

## Distinctions

### Nominations
- César 2023 : Meilleur film documentaire[11]